# William McGregor Paxton
William McGregor Paxton (Baltimora, 22 giugno 1869 – Newton, 1941) è stato un pittore statunitense.
Fu un pittore dell'impressionismo americano.

## Biografia
Nato a Baltimora, si trasferì a Boston negli anni '70 insieme alla famiglia, dove vinse una borsa di studio per la Cowles Art School: durante il periodo della sua istruzione, dopo aver incontrato Dennis Bunker in patria, studiò con Jean-Léon Gérôme a Parigi e con Joseph DeCamp a Cowles, vicino a Boston, presso cui conobbe anche la sua futura moglie Elizabeth Okie.
Paxton, noto per la sua ritrattistica, insegnò alla Museum School dal 1906 al 1913, insieme a Edmund Tarbell e Frank Benson, con cui costituì la cosiddetta scuola di Boston.
Morì d'attacco cardiaco durante la realizzazione di un ritratto di sua moglie.
Un suo dipinto è conservato presso il Metropolitan Museum of Art di New York.